# 紫市镇
紫市镇是中国广东省河源市龙川县下辖的一个镇，位于龙川县的南部。全镇总面积112平方公里，下辖1个社区9个村，总人口3.1万人。镇内的七目嶂海拔1318米，为龙川县的最高峰。